# مورگان‌دندان‌سانان
مورگان‌دندان‌سانان (نام علمی: Morganucodonta) نام یک راسته از رده پستانداران است.